# Essars
Essars település Franciaországban, Pas-de-Calais megyében. Lakosainak száma 1765 fő (2022. január 1.). Essars Locon, Béthune, Annezin és Beuvry községekkel határos.

## Népesség
A település népességének változása:
| Lakosok száma | 1598 | 1606 | 1744 | 1725 | 1742 | 1755 | 1758 | 1755 | 1765 |
|               | 2013 | 2015 | 2016 | 2017 | 2018 | 2019 | 2020 | 2021 | 2022 |